# Itaiçaba
Itaiçaba là một đô thị thuộc bang Ceará, Brasil. Đô thị này có diện tích 209,49 km², dân số năm 2007 là 6793 người, mật độ 32,43 người/km².